# Rosenberger Lipno Line

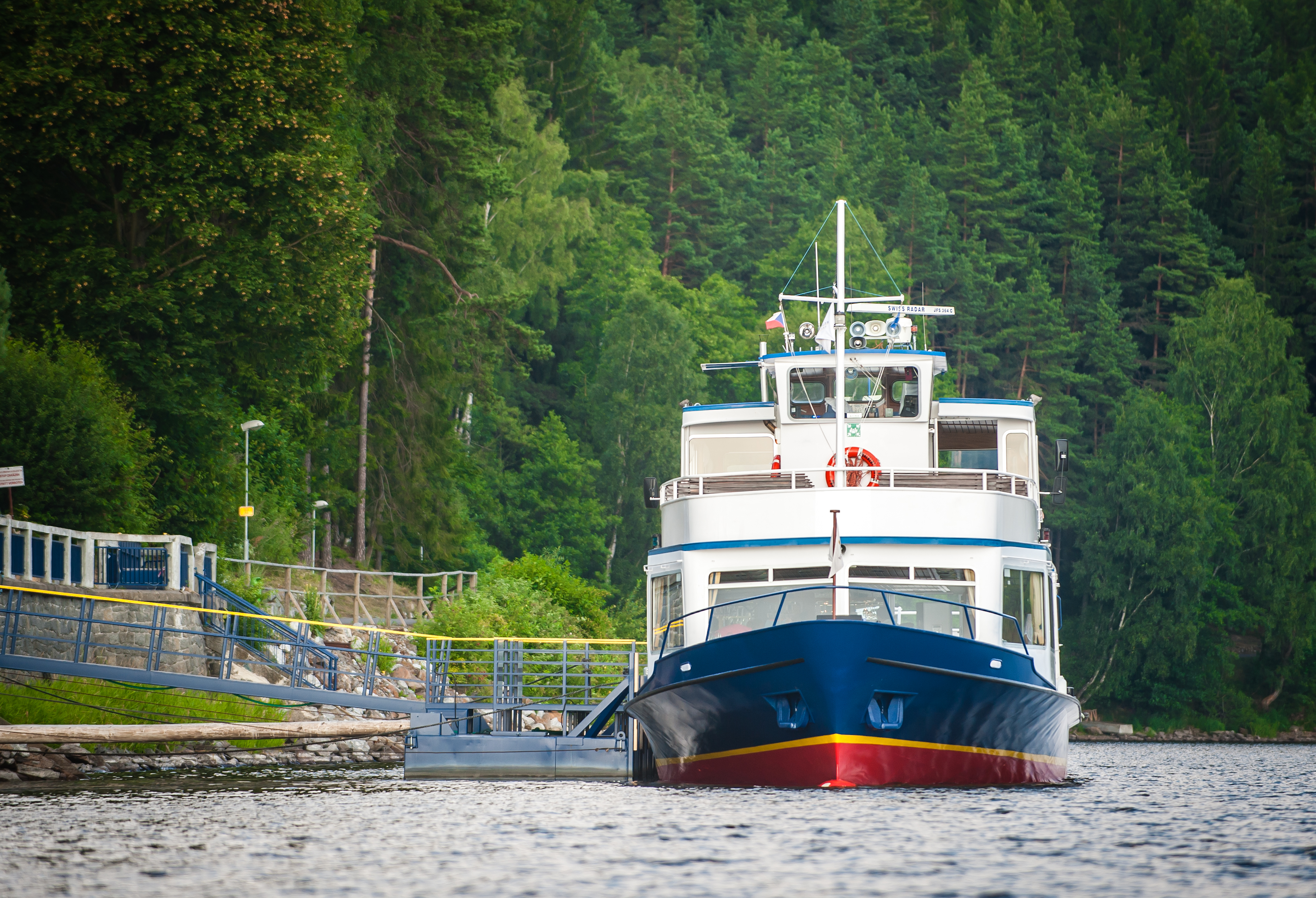
Schiff Adalbert Stifter

Die Rosenberger Lipno Line s.r.o. ist ein Schifffahrtsunternehmen in Südböhmen am Stausee Lipno. 

## Geschichte
Im Jahr 2001 wurde die Rosenberger Lipno Line s.r.o. vom oberösterreichischen Unternehmer   Lukas Dorn-Fussenegger, Sohn der Schriftstellerin Gertrud Fussenegger, gekauft. Zu diesem Zeitpunkt verfügte das Unternehmen über zwei historische Schiffe für je 80 Personen: die „Vltava“ und die „Lipno“. Im Jahr der Übernahme zählte das Unternehmen Rosenberger Lipno Line rund 12.000 Passagiere. Bis zum Jahr 2011 konnte die Passagieranzahl auf 32.000 erhöht werden. Da die Kapazität der Schiffe nicht mehr ausreichte, wurde im Jahr 2012 ein Schiff in Deutschland gekauft: die „Marksburg“, die später in „Adalbert Stifter“ umbenannt wurde und in einem dreitägigen Transport über das Mühlviertel zum Lipno transportiert wurde. Im Jahr 2016 hatte das Unternehmen 52.000 Passagiere. 

## Organisation
Die Schifffahrt bietet Rundfahrten von Lipno und Horní Planá aus an. Die „Adalbert Stifter“, benannt nach dem österreichischen Schriftsteller Adalbert Stifter, der im Jahr 1805 in  Horní Planá geboren wurde, fährt von Lipno nad Vltavou Rundfahrten und Abendfahrten. Die „Vltava“ fährt Rundfahrten von Horní Planá mit einem Zwischenstopp in Černá v Pošumaví. 
Der Sitz der Gesellschaft und ebenso das Büro liegt in Lipno nad Vltavou. Das Unternehmen hat drei feste Mitarbeiter und weitere Matrosen und Kapitäne, die im Sommer aushelfen. 

## Transportschiff „Adalbert Stifter“
Das Schiff „Adalbert Stifter“ wurde 2012 von der Familie Dorn-Fussenegger in Deutschland am Rhein gekauft. Das Schiff fuhr auf eigenem Kiel  von Spay (D) – Frankfurt (D) – Nürnberg (D) – Regensburg (D) – Passau (D) nach Linz (AUT). In Linz-Urfahr wurde es mit zwei Kränen aus dem Wasser gehoben und auf einen raupenähnlichen Schwertransporter der Firma Kübler gesetzt. Das Schiff fuhr in drei Tagen über Plesching, die Pulvermühlstraße, den Haselgraben (1. Zwischenstopp über Nacht), Glasau und Bad Leonfelden (2. Zwischenstopp über Nacht), Reichenau, Weißenbach, Guglwald, Přední Výtoň nach Frydava, wo die Wasserung stattfand.
Der Transport hatte ein Gesamtgewicht von 202 Tonnen, das Schiff wog 85 Tonnen. Er hatte eine Höhe von 7,5 Metern und eine Breite von 6 Metern. Es gab über 5.000 Schaulustige, die sich den Transport ansahen. In Hellmonsödt bekamen die Kinder sogar Schulfrei und das Schiff wurde von einer Musikkapelle empfangen. 
In den Transport waren 140 Personen eingebunden. 50 Ampelanlagen, Straßenlaternen und Schilder mussten entfernt und wieder angebracht werden.